# Phenom

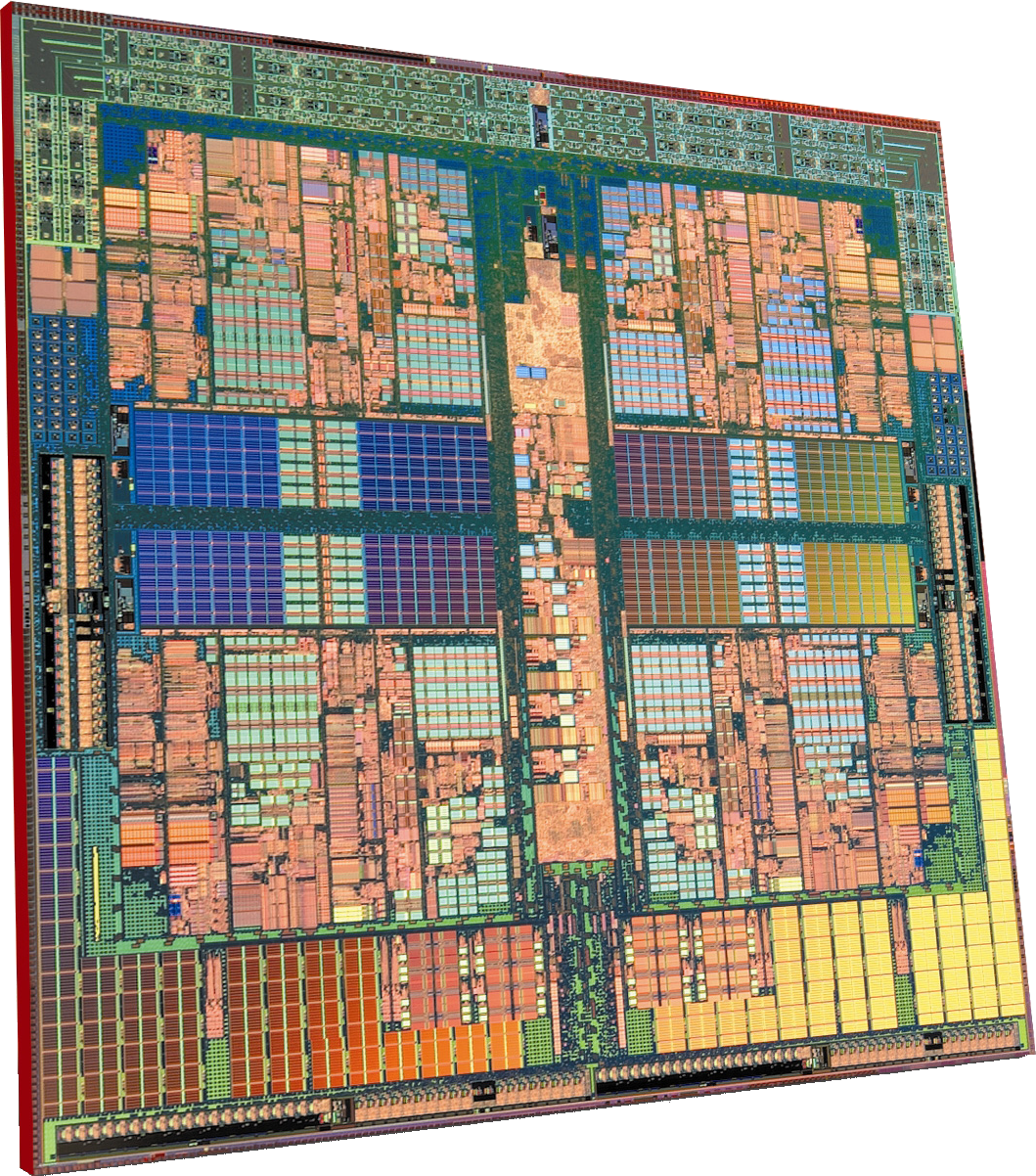
AMD Phenom

Phenom is een microprocessor van chipfabrikant AMD voor desktopcomputers. Hij is gebaseerd op de K10.

## Indeling/series
De Phenom werd geproduceerd met het 65nm-procedé.

### Dualcores
- 6000-serie (65nm)

### Triplecores
- 8000-serie (65nm)
  - 8400
  - 8450
  - 8600

### Quadcores
- 9000-serie (65nm)
  - 9100e
  - 9500
  - 9550(B3)
  - 9600
  - 9650 (B3)
  - 9600 Black Edition
  - 9750 (B3)
  - 9850 Black Edition (B3)
  - 9950 Black Edition (B3)

## TLB-errata
De B2 stepping van de Phenom heeft deze TLB-bug. Deze komt alleen voor op de triple en quadcores. Alloewel hij héél zelden voor problemen zorgt (een crash van het systeem), geeft die de Phenom wel een zeer slechte reputatie.
In de B3-stepping is deze bug opgelost. De B3-stepping is makkelijk van de B2-stepping te onderscheiden door de naamgeving die AMD gebruikt: de B3 triple- en quadcores krijgen een 50 achteraan, de naam is dan als volgt: xx50.

## Verdere evolutie
Begin 2009 ging AMD overschakelen op het 45nm-procedé (de Phenom II), behalve dat men dan een kleinere CPU heeft, waardoor de kosten zakken, ging men ook verbeteringen aanbrengen. Daarom zal de K10 niet meer gebruikt worden maar wel K10.5. Men schat op een snelheidswinst van 10 à 20%. Dit zou moeten gaan concurreren met op C2D gebaseerde CPU's van Intel. Ook gingen de AM3-processors van de Phenom II-serie DDR3-geheugen ondersteunen.
De voordelen van het 45nm-procedé en de K10.1:
- lagere kosten
- hogere frequenties of lager energieverbruik
- 10 à 20% snelheidswinst

In recente benchmarks is gebleken dat de Phenom II-serie met zowel AM2+ als AM3-socket zich aardig kunnen meten met de C2E van Intel. De triple cores van de Phenom II verslaan alle dual cores van Intel (zelfs de e8600), en dat terwijl de Phenoms II voor veel minder over de toonbank gaan. Hiermee heeft AMD na jaren van tegenslag en vernedering door Intel eindelijk weer even een comeback. Dit is trouwens relatief want de nieuwste quadcoregeneratie van Intel (I7-core) verplettert elke hiervoor gemaakte quadcoreprocessor in alle opzichten. Echter is deze ook een heel stuk duurder, waardoor de Phenom-processors toch vaker gebruikt zullen worden. Immers, qua prestaties liggen ze niet al te ver van de i7 af, terwijl deze wel dubbel zo duur is.

## Prestaties en plaatsing op de markt

### De B2-stepping
Verschillende testen en benchmarks hebben duidelijk aangetoond dat de B2-phenoms het niet kunnen halen van de Intel C2Q-CPU's. De traagste van C2Q van Intel (q6600, 2,4GHz) blijkt het te halen van zowel de 9500 en de 9600. De Phenom biedt anders wel een perfect alternatief omwille van de zachte prijs. De Phenom heeft dus vooral kans op de lowbudgetmarkt.